# Carrocera
Carrocera es un municipio y lugar español de la provincia de León, en la comunidad autónoma de Castilla y León. Se encuentra en la comarca tradicional de Valdeviñayo y cuenta con una población de 440 habitantes (INE 2024). Tras el cierre de las minas, el municipio ha perdido su actividad económica principal. 

## Localidades del municipio
- Benllera
- Carrocera
- Cuevas de Viñayo
- Otero de las Dueñas
- Piedrasecha
- Santiago de las Villas
- Viñayo

## Demografía
Cuenta con una población de 440 habitantes (INE 2024).
| Gráfica de evolución demográfica de Carrocera entre 1842 y 2021 |
| |
| Población de derecho según los censos de población del INE Población de hecho según los censos de población del INE Entre el censo de 1857 y el anterior disminuye el término del municipio porque independiza a Rioseco de Tapia |

## Comunicaciones
El municipio se encuentra muy bien comunicado por carretera, siendo atravesado por la autopista Ruta de la Plata, que une Gijón con Sevilla y existiendo un acceso con peaje a la misma en la localidad de Canales-La Magdalena, junto a Otero de las Dueñas, lo que permite además unas comunicaciones rápidas con la capital provincial, León. 
Además pasan por el municipio la carretera autonómica CL-626 que une el puerto de Cerredo, en el límite provincial entre Asturias y León, con la localidad palentina de Aguilar de Campoo y permite el acceso a la montaña leonesa y a La Robla y surge de esta carretera, en el entorno de Otero de las Dueñas la CL-623 que une el municipio con León capital, siendo muy utilizada como alternativa gratuita a la autopista en su recorrido.